# Wiblingen
Wiblingen ist ein Stadtteil im Süden der kreisfreien Stadt Ulm, im Osten Baden-Württembergs.

## Geographie
Der Stadtteil liegt südlich von Ulm an der Oberschwäbischen Barockstraße und westlich der Iller, die abschnittsweise zugleich die Grenze zum Freistaat Bayern ist. Es wird von der dicht an der Iller verlaufenden Weihung durchflossen, die innerhalb der Stadtteilgemarkung der Donau zuläuft, etwas über zwei Kilometer oberhalb der Iller, die an der sogenannten „Illerspitze“ gegenüber der Ulmer Weststadt in diese mündet.

## Geschichte
Bekanntestes Bauwerk ist die barocke Anlage des ehemaligen Wiblinger Benediktinerklosters, das im Jahre 1093 von den Grafen Hartmann und Otto von Kirchberg gestiftet wurde. Die Klosterkirche, in der eine Reliquie mit Partikeln des Kreuzes Christi verehrt wird, wurde im Jahre 1993 von Papst Johannes Paul II. zur Basilica minor erhoben.
Bis zur Aufhebung des Klosters im Zuge der Säkularisation im Jahre 1806 diente ihm die Wiblinger Bevölkerung. Von dem Ertrag aus der Landwirtschaft mussten die Wiblinger Bauern Abgaben an das Kloster leisten, welches den Dorfbewohnern die Lehen, die sogenannten Sölden vergab. Die örtlichen Handwerker waren ebenfalls beim Kloster „angestellt“ und mussten beim Bau der Anlage mithelfen. In den Jahren 1808 bis 1822 diente Herzog Heinrich Friedrich Karl von Württemberg das säkularisierte Kloster als Residenz. Dort war auch die Militärbesatzung von 120 Mann Kavallerie untergebracht, der Heinrich im Rang eines Generalleutnants der Kavallerie vorstand. Von der Mitte des 19. Jahrhunderts bis zum Zweiten Weltkrieg war in den ehemaligen Konventgebäuden des Benediktinerklosters eine Kaserne untergebracht.
Das einstmals stark landwirtschaftlich geprägte Dorf mit wenigen hundert Einwohnern wurde am 1. April 1927 nach Ulm eingemeindet. Nach dem Zweiten Weltkrieg wurde verstärkt zunächst für Flüchtlinge und Heimatvertriebene sozialer Wohnungsbau betrieben. Später wurden in Wiblingen viele Gastarbeiter sowie Spätaussiedler aus der Sowjetunion angesiedelt. In den Siebziger- und Achtzigerjahren entstanden große Wohnblöcke und Mehrfamilienhäuser, so dass die Einwohnerzahl bis zum Jahr 1990 drastisch auf 17.500 anstieg und die Ortschaft als Schlafstadt ihren einstmals dörflich-bäuerlichen Charakter verlor. Nach 1990 ging die Einwohnerzahl wieder leicht zurück und liegt heute bei etwa 16.000.

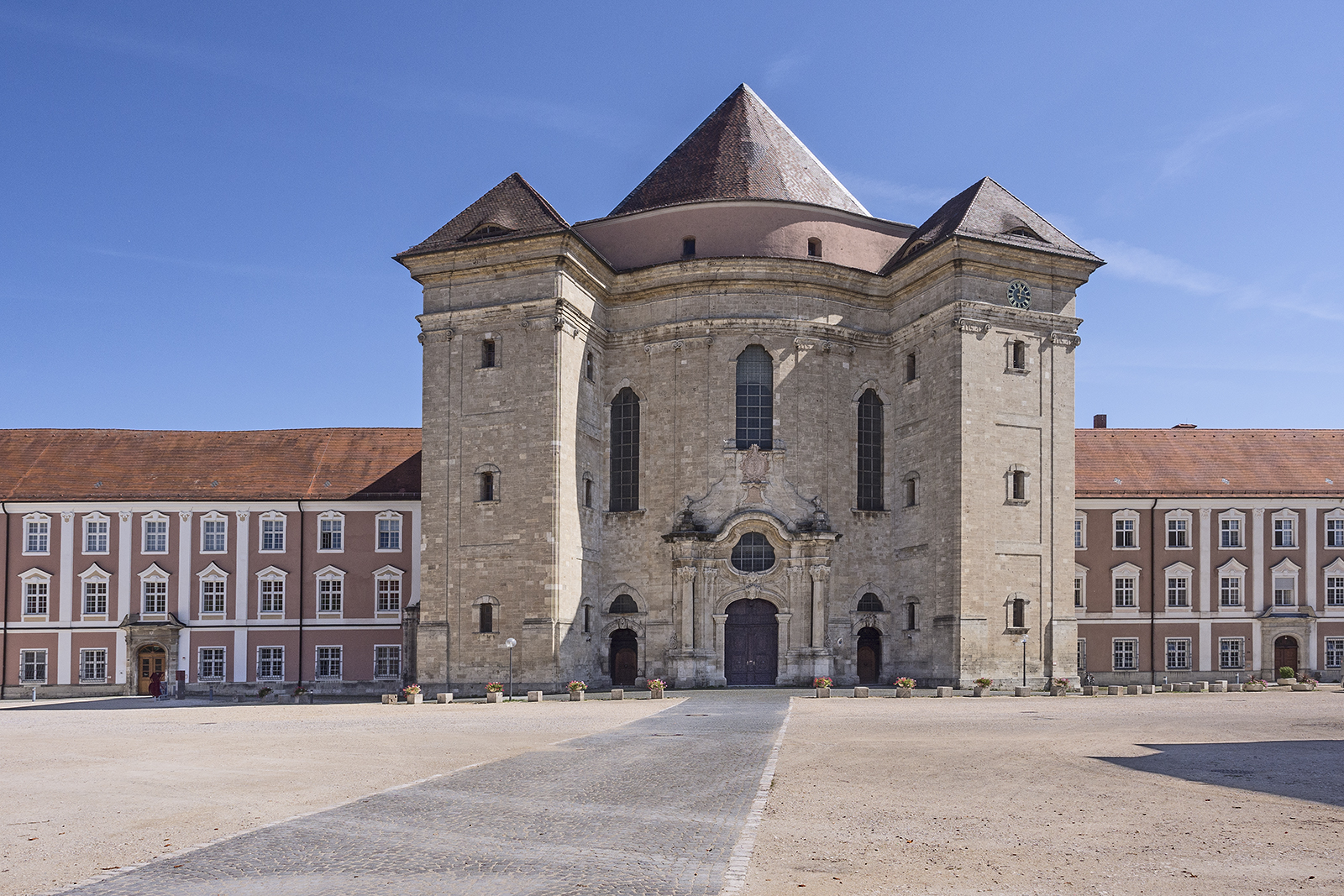
Wiblinger Benediktinerkloster
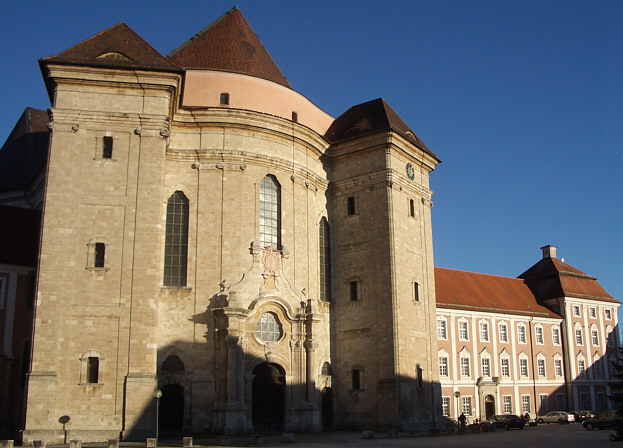
Klosterkirche, Fassade
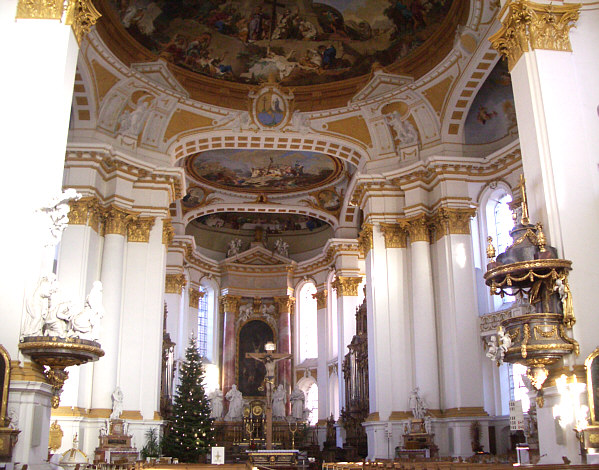
Klosterkirche, Innenansicht
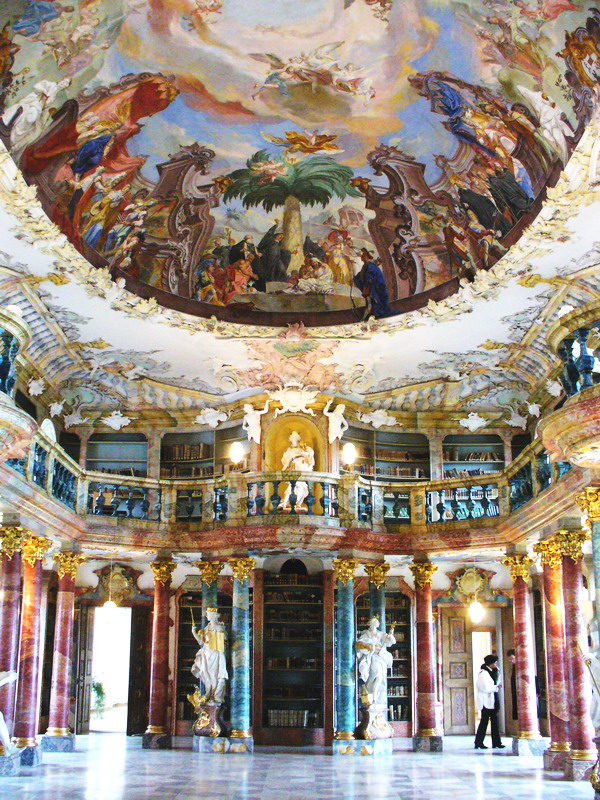
Bibliothekssaal

## Politik

### Städtepartnerschaft
Wiblingen unterhält eine Städtepartnerschaft mit der französischen Stadt Argenton-sur-Creuse.

### Wiblinger Wählergemeinschaft
Die Wiblinger Wählergemeinschaft ist eine freie Wählergemeinschaft, die die Interessen des Stadtteils vertreten möchte. Sie ist seit 2009 mit 3 Stadträten im Ulmer Gemeinderat vertreten und bildet dort mit anderen Wählergemeinschaften eine Fraktionsgemeinschaft.

## Wirtschaft und Infrastruktur

### Bildung
- Albert-Einstein-Gymnasium. Partnerschulen gibt es in der Partnerstadt Argenton-sur-Creuse sowie in Sitten in der Schweiz und in Newtown im Bundesstaat Pennsylvania in den USA.
- Albert-Einstein-Realschule  (mit Abendrealschule)
- Sägefeldschule, Grund- und Hauptschule
- Regenbogenschule, Grundschule
- Berufsfachschulen des Universitätsklinikums Ulm (Diätassistenz, Entbindungspflege, Gesundheits- und Kinderkrankenpflege, Gesundheits- und Krankenpflege, Logopädie, Medizinische Dokumentation, Medizinisch-technische Laboratoriumsassistenz, Medizinisch-technische Radiologieassistenz, Operationstechnische Assistenz)

## Kultur
Seit 1985 werden einmal jährlich die Wiblinger Bachtage veranstaltet. In der Veranstaltungsreihe lässt der künstlerische Leiter, der Wiblinger Kirchenmusikdirektor Albrecht Schmid, Werke von Johann Sebastian Bach aufführen.

## Söhne und Töchter der Stadt
- Elisabetha Gaßner (1747–1788), Markt- und Taschendiebin
- Otto von Marchtaler (1854–1920), württembergischer Kriegsminister und Generaloberst
- Eugen Fischer (1854–1917), Chemiker und Fabrikdirektor
- Rudolf Ganßer (1866–1904), württembergischer Offizier
- Isnard Wilhelm Frank (1930–2010), Kirchenhistoriker
- Karl Suso Frank (1933–2006), Theologe und Kirchenhistoriker

## Personen in Verbindung mit Wiblingen
- Margit Eckholt (* 1960), Theologin und Hochschullehrerin, verbrachte ihre Kindheit und Jugend in Wiblingen[4]